# Benn Harradine
Benn Harradine (Newcastle, 12 ottobre 1982) è un discobolo australiano, primatista oceaniano della specialità con la misura di 68,20 m.

## Biografia
È un aborigeno australiano, del distretto di Wimmera.

## Palmarès
| Anno | Manifestazione  | Sede           | Evento           | Risultato      | Misura  | Note |
| ---- | --------------- | -------------- | ---------------- | -------------- | ------- | ---- |
| 2006 | Commonwealth    | Melbourne      | Lancio del disco | 8º             | 58,87 m |      |
| 2008 | Olimpiadi       | Pechino        | Lancio del disco | Qualificazione | 58,55 m |      |
| 2009 | Mondiali        | Berlino        | Lancio del disco | 15º (q)        | 61,74 m |      |
| 2010 | Commonwealth    | Delhi          | Lancio del disco | Oro            | 65,64 m |      |
| 2011 | Mondiali        | Taegu          | Lancio del disco | 5º             | 64,77 m |      |
| 2012 | Olimpiadi       | Londra         | Lancio del disco | 9º             | 63,59 m |      |
| 2013 | Mondiali        | Mosca          | Lancio del disco | 20º (q)        | 59,68 m |      |
| 2014 | Commonwealth    | Glasgow        | Lancio del disco | 4º             | 61,91 m |      |
| 2015 | Mondiali        | Pechino        | Lancio del disco | 10º            | 62,05 m |      |
| 2016 | Giochi olimpici | Rio de Janeiro | Lancio del disco | 20º (q)        | 60,85 m |      |
| 2017 | Mondiali        | Londra         | Lancio del disco | 21º (q)        | 60,95 m |      |
| 2018 | Commonwealth    | Gold Coast     | Lancio del disco | 6º             | 59,92 m |      |

## Altre competizioni internazionali
2014
- 6º all'IWC Meeting ( Hengelo), lancio del disco - 64,38 m
- 6º all'Adidas Grand Prix ( New York), lancio del disco - 62,55 m
- 8º all'Athletissima ( Losanna), lancio del disco - 63,23 m
- 9º all'ISTAF ( Berlino), lancio del disco - 60,09 m
- 8º al Memorial Van Damme ( Bruxelles), lancio del disco - 62,38 m
- 5º in Coppa continentale ( Marrakech), lancio del disco - 61,97 m

2015
- 8º agli FBK-Games ( Hengelo), lancio del disco - 60,52 m